# Fabián Balbuena
Fabián Cornelio Balbuena González (Ciudad del Este, 23 de agosto de 1991) es un futbolista paraguayo. Juega como defensa en el Grêmio Foot-Ball Porto Alegrense de la Campeonato Brasileiro Série A. Es internacional absoluto con la selección de fútbol de Paraguay, de la que es su segundo capitán.

## Trayectoria

### Inicios
Fabián Balbuena inició su carrera en el club Cerro Porteño de Presidente Franco, ubicado en el este de Paraguay. En 2011, el equipo logró el título de campeón de la División Intermedia, la segunda categoría del fútbol paraguayo.

### Club Rubio Ñu
En 2013, Balbuena fue cedido a préstamo al club Rubio Ñu.

### Club Nacional
Posteriormente, en el mismo año, se concretó su transferencia a Nacional, donde un año después alcanzó la final de la Copa Libertadores, destacándose notablemente en el torneo.

### S. C. Corinthians

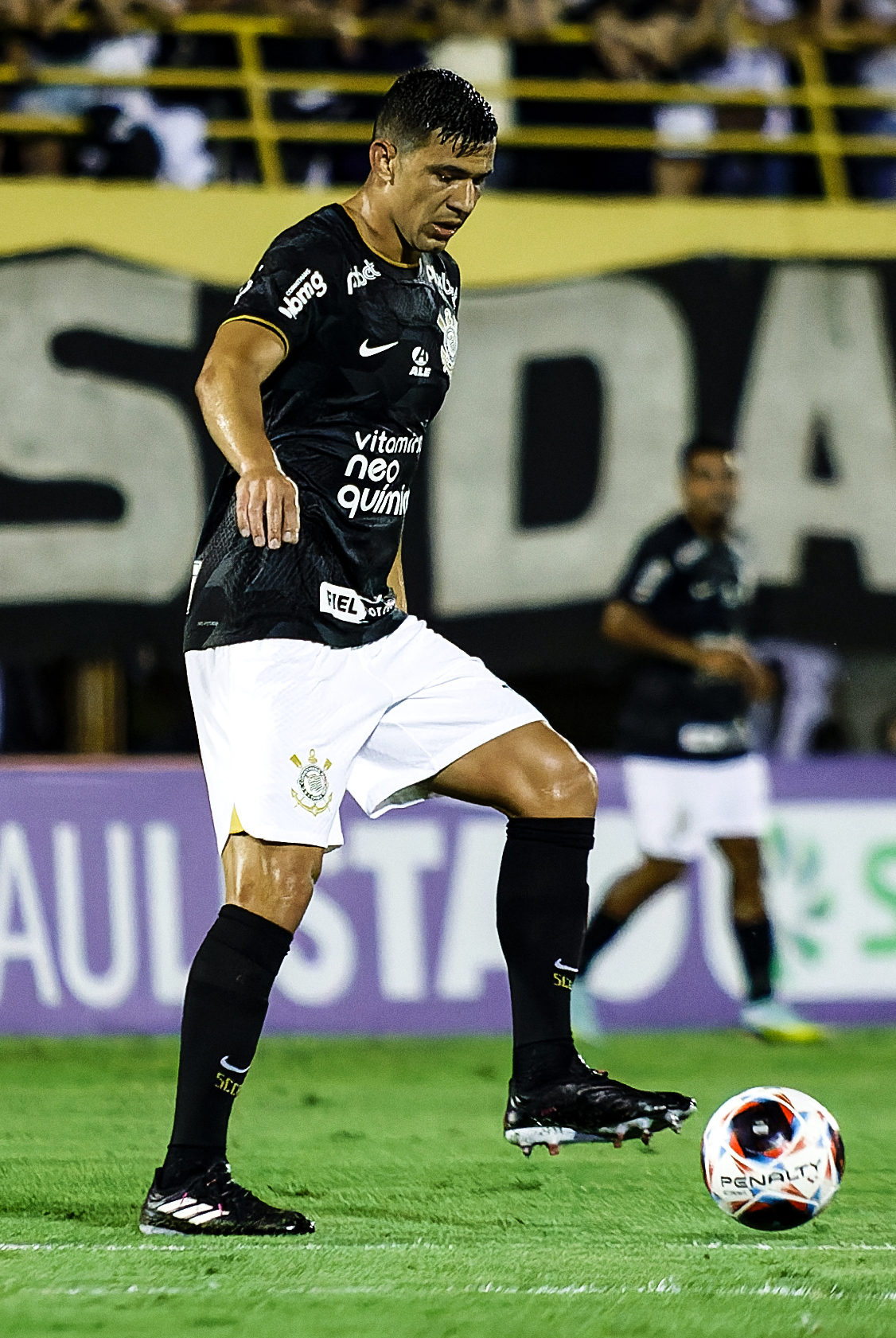
Balbuena jugando para el Corinthians en un partido ante São Bernardo en 2023.

En 2016, Balbuena se incorporó al S. C. Corinthians del Campeonato Brasileño de Serie A, consolidándose como titular en la línea defensiva del equipo campeón brasileño y siendo nombrado capitán en 2017. Durante su etapa en Corinthians, participó en la Copa Sudamericana 2017, donde el equipo fue eliminado en los octavos de final por Racing Club.
En el club paulista, disputó 136 partidos y marcó 11 goles. Siendo uno de los referentes y líderes del equipo, conquistó dos Campeonatos Paulistas (2017 y 2018) y un Campeonato Brasileño (2017).

### West Ham United Football Club
El 14 de julio de 2018, Balbuena se trasladó al West Ham United por una transferencia de 4 millones de euros, firmando un contrato de tres temporadas con el club inglés. Bajo la dirección de Manuel Pellegrini, se estableció como titular, pero sufrió una lesión de ligamentos en diciembre de 2018, siendo operado con éxito el 10 de enero de 2019 y regresando a los entrenamientos a finales de febrero de 2019.

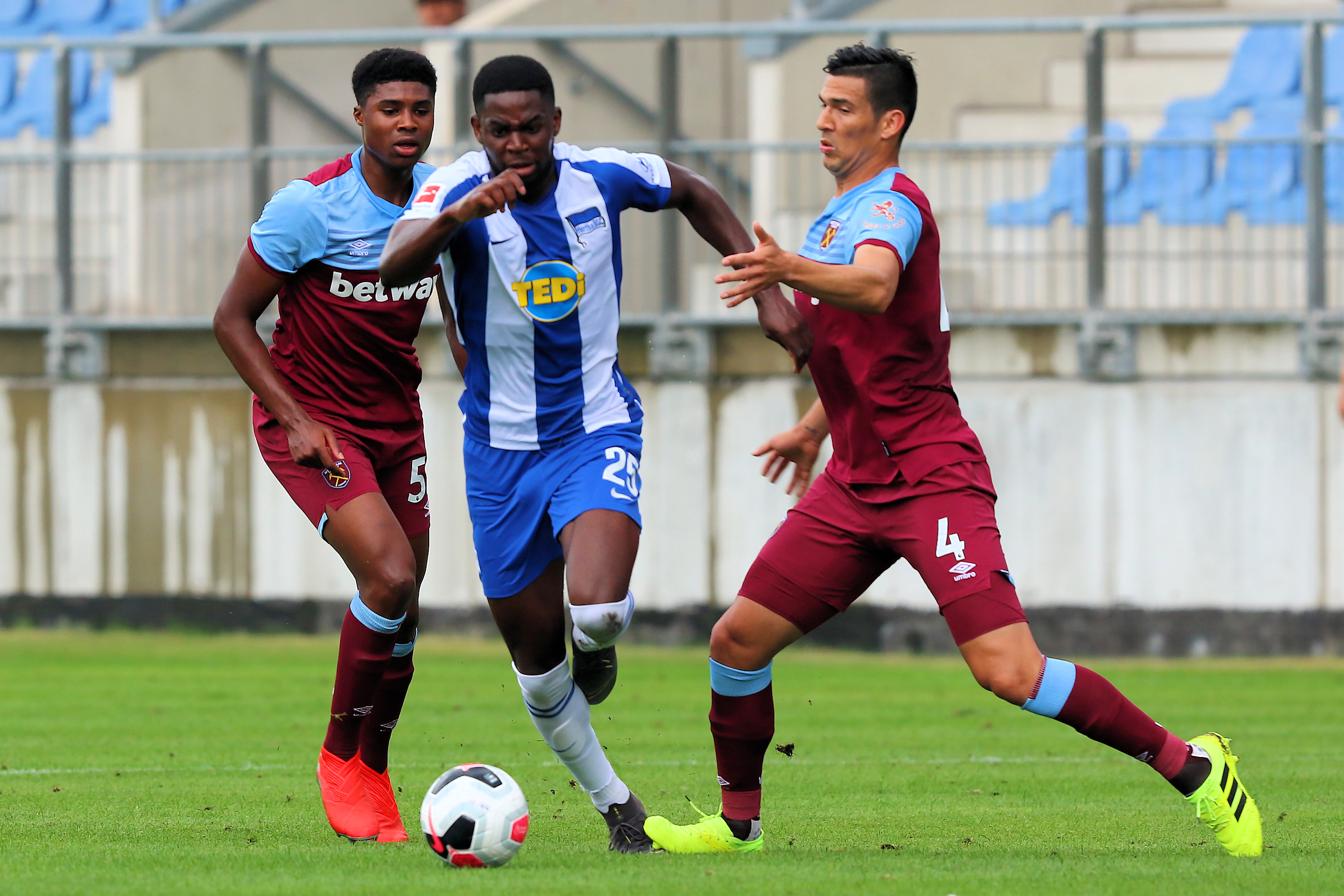

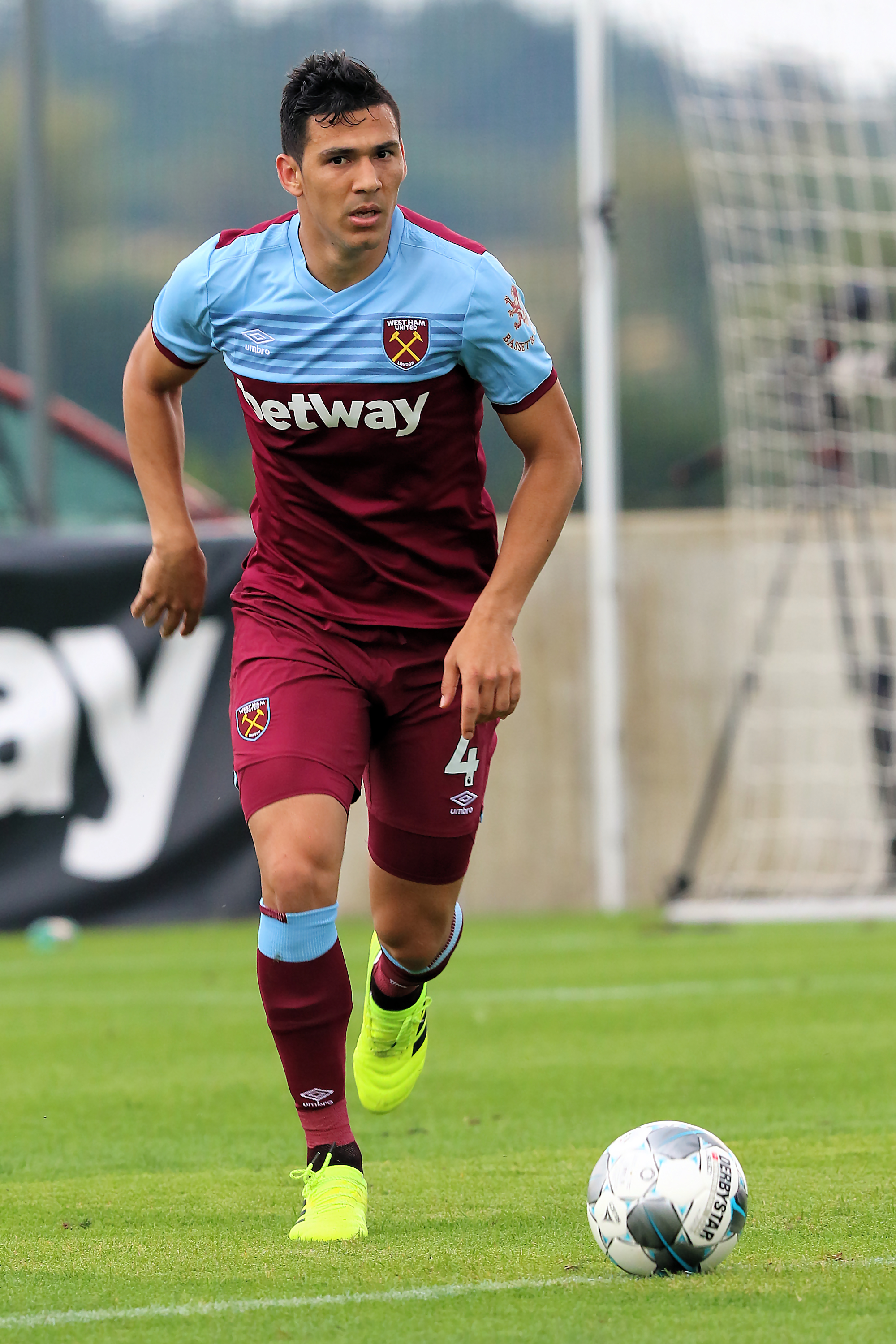
Balbuena con el West Ham United en julio de 2019 en un partido ante el Hertha de Berlín.

Continuó en West Ham hasta el 30 de junio de 2021, fecha en la cual finalizó su contrato. Balbuena disputó 72 partidos con el West Ham, anotando tres goles. Llegó con gran prestigio, pero poco a poco fue perdiendo su lugar en los Hammers, jugando como suplente en la mayoría de los partidos.

### F. C. Dinamo Moscú
Posteriormente, estuvo como agente libre hasta el 8 de julio de 2021, cuando firmó un contrato con el F. C. Dinamo Moscú por cuatro años, convirtiéndose en el jugador paraguayo con el salario más alto a nivel mundial en ese momento.
Tras una temporada en la Liga Premier de Rusia, el 18 de julio de 2022, regresó al Corinthians en calidad de préstamo por un año.

### Grêmio
El 30 de julio de 2025, Grêmio presentó a Fabián Balbuena, que estaba libre en el mercado tras finalizar su contrato con el Dynamo de Moscú, de Rusia, con contrato hasta junio de 2027. Balbuena debutó el 10 de agosto, en la derrota del Grêmio por 1-0 ante el Sport en la Arena do Grêmio, partido de la 19ª jornada del Brasileirão. Balbuena anotó su primer gol con la camiseta del Grêmio, el 17 de agosto de 2025, en la remontada por 3-1 sobre el Mineiro en el Arena MRV, en el Brasileirão.

## Selección nacional
Ha sido internacional con la selección de fútbol de Paraguay. El 31 de marzo de 2015 disputó su primer partido con el equipo nacional en un amistoso jugado frente a México, en Estados Unidos.

### Participaciones en Eliminatorias al Mundial
| Eliminatorias                    | Resultado     | Partidos | Goles |
| -------------------------------- | ------------- | -------- | ----- |
| Eliminatorias Sudamericanas 2018 | 7.º lugar     | 1        | 0     |
| Eliminatorias Sudamericanas 2022 | 8.º lugar     | 1        | 0     |
| Eliminatorias Sudamericanas 2026 | Por definirse | 2        | 0     |

### Participaciones en Copa América
| Copa                    | Sede           | Resultado        | Partidos | Goles |
| ----------------------- | -------------- | ---------------- | -------- | ----- |
| Copa América 2015       | Chile          | Cuarto puesto    | 0        | 0     |
| Copa América Centenario | Estados Unidos | Primera fase     | 1        | 0     |
| Copa América 2019       | Brasil         | Cuartos de final | 2        | 0     |
| Copa América 2021       | Brasil         | Cuartos de final | 0        | 0     |
| Copa América 2024       | Estados Unidos | Fase de grupos   | 2        | 0     |

## Estadísticas

### Clubes
Actualizado hasta el 27 de agosto de 2021.
| Club                             | Temporada     | Liga  | Liga  | Copa nacional | Copa nacional | Copa internacional | Copa internacional | Total | Total |
| Club                             | Temporada     | Part. | Goles | Part.         | Goles         | Part.              | Goles              | Part. | Goles |
| -------------------------------- | ------------- | ----- | ----- | ------------- | ------------- | ------------------ | ------------------ | ----- | ----- |
| Club Cerro Porteño (PF) Paraguay | 2010-11       | 35    | 4     | -             | -             | -                  | -                  | 35    | 4     |
| Club Cerro Porteño (PF) Paraguay | 2012          | 41    | 1     | -             | -             | -                  | -                  | 41    | 1     |
| Club Cerro Porteño (PF) Paraguay | Total club    | 76    | 5     | -             | -             | -                  | -                  | 76    | 5     |
| Rubio Ñu Paraguay                | 2013          | 17    | 1     | -             | -             | 0                  | 0                  | 17    | 1     |
| Rubio Ñu Paraguay                | Total club    | 17    | 1     | -             | -             | 0                  | 0                  | 17    | 1     |
| Club Nacional Paraguay           | 2013          | 14    | 0     | -             | -             | 10                 | 0                  | 24    | 0     |
| Club Nacional Paraguay           | 2014          | 16    | 1     | -             | -             | 2                  | 0                  | 18    | 1     |
| Club Nacional Paraguay           | Total club    | 30    | 1     | -             | -             | 12                 | 0                  | 42    | 1     |
| Club Libertad Paraguay           | 2014          | 16    | 1     | -             | -             | 4                  | 0                  | 20    | 1     |
| Club Libertad Paraguay           | 2015          | 26    | 2     | -             | -             | 8                  | 0                  | 34    | 2     |
| Club Libertad Paraguay           | 2016          | 1     | 0     | -             | -             | 0                  | 0                  | 1     | 0     |
| Club Libertad Paraguay           | Total club    | 43    | 3     | -             | -             | 12                 | 0                  | 55    | 3     |
| S. C. Corinthians · Brasil       | 2016          | 29    | 0     | 10            | 2             | 2                  | 0                  | 41    | 2     |
| S. C. Corinthians · Brasil       | 2017          | 32    | 4     | 20            | 0             | 6                  | 2                  | 58    | 6     |
| S. C. Corinthians · Brasil       | 2018          | 8     | 0     | 17            | 3             | 6                  | 0                  | 31    | 3     |
| S. C. Corinthians · Brasil       | Total club    | 69    | 4     | 47            | 5             | 14                 | 2                  | 130   | 11    |
| West Ham United F. C. Inglaterra | 2018-19       | 23    | 1     | 0             | 0             | 0                  | 0                  | 23    | 1     |
| West Ham United F. C. Inglaterra | 2019-20       | 13    | 1     | 3             | 0             | 0                  | 0                  | 16    | 1     |
| West Ham United F. C. Inglaterra | Total club    | 36    | 2     | 3             | 0             | 0                  | 0                  | 39    | 2     |
| F. C. Dinamo Moscú · Rusia       | 2021-22       | 4     | 0     | 0             | 0             | 0                  | 0                  | 4     | 0     |
| F. C. Dinamo Moscú · Rusia       | Total club    | 4     | 0     | 0             | 0             | 0                  | 0                  | 4     | 0     |
| S. C. Corinthians · Brasil       |               |       |       |               |               |                    |                    |       |       |
| Total carrera                    | Total carrera | 275   | 16    | 50            | 5             | 38                 | 2                  | 363   | 23    |

### Selección nacional
Actualizado hasta el 23 de septiembre de 2022.
| Paraguay | Paraguay | Paraguay |
| Año      | PJ       | Goles    |
| -------- | -------- | -------- |
| 2015     | 2        | 0        |
| 2016     | 2        | 0        |
| 2017     | 1        | 0        |
| 2018     | 2        | 0        |
| 2019     | 6        | 0        |
| 2020     | 4        | 0        |
| 2021     | 6        | 0        |
| 2022     | 5        | 1        |
| Total    | 28       | 1        |

#### Goles en la selección
| Goles con la Selección de Paraguay | Goles con la Selección de Paraguay | Goles con la Selección de Paraguay | Goles con la Selección de Paraguay | Goles con la Selección de Paraguay | Goles con la Selección de Paraguay | Goles con la Selección de Paraguay | Goles con la Selección de Paraguay | Goles con la Selección de Paraguay |
| Resultados                         | Resultados                         | Resultados                         | Resultados                         | Lugar                              | Estadio                            | Fecha                              | Tipo                               | Goles                              |
| ---------------------------------- | ---------------------------------- | ---------------------------------- | ---------------------------------- | ---------------------------------- | ---------------------------------- | ---------------------------------- | ---------------------------------- | ---------------------------------- |
| Paraguay                           | 1                                  | 0                                  | Emiratos Árabes Unidos             | Wiener Neustadt                    | Wiener Neustädter Stadion          | 23 de septiembre de 2022           | Amistoso                           | 1 gol                              |
| Paraguay                           | 2                                  | 0                                  | Nicaragua                          | Asunción                           | Estadio Defensores del Chaco       | 18 de junio de 2023                | Amistoso                           | 1 gol                              |

Para un total de 2 goles.

## Palmarés

### Títulos regionales
| Título              | Club              | Estado    | Año  |
| ------------------- | ----------------- | --------- | ---- |
| Campeonato Paulista | S. C. Corinthians | São Paulo | 2017 |
| Campeonato Paulista | S. C. Corinthians | São Paulo | 2018 |

### Títulos nacionales
| Título               | Club               | País     | Año    |
| -------------------- | ------------------ | -------- | ------ |
| División Intermedia  | Cerro Porteño (PF) | Paraguay | 2011   |
| Primera División     | Club Libertad      | Paraguay | 2014-C |
| Campeonato Brasileño | S. C. Corinthians  | Brasil   | 2017   |

## Distinciones individuales
| Distinción                                                                   | Año  |
| ---------------------------------------------------------------------------- | ---- |
| Bola de Prata                                                                | 2017 |
| Premio Craque do Brasileirão                                                 | 2017 |
| Troféu Mesa Redonda                                                          | 2017 |
| Equipo Ideal del Campeonato Paulista                                         | 2018 |
| Mejor defensor central de la temporada 2021-22 de la Premier League de Rusia | 2022 |